# Viswanatham
Viswanatham là một thị xã panchayat của quận Virudhunagar thuộc bang Tamil Nadu, Ấn Độ.

## Nhân khẩu
Theo điều tra dân số năm 2001 của Ấn Độ, Viswanatham có dân số 22.121 người. Phái nam chiếm 50% tổng số dân và phái nữ chiếm 50%. Viswanatham có tỷ lệ 60% biết đọc biết viết, cao hơn tỷ lệ trung bình toàn quốc là 59,5%: tỷ lệ cho phái nam là 69%, và tỷ lệ cho phái nữ là 51%. Tại Viswanatham, 15% dân số nhỏ hơn 6 tuổi.